# Mallophora dureti
Mallophora dureti là một loài ruồi trong họ Asilidae. Mallophora dureti được Artigas & Angulo miêu tả năm 1980. Loài này phân bố ở vùng Tân nhiệt đới.